# Nuestra Señora de la O

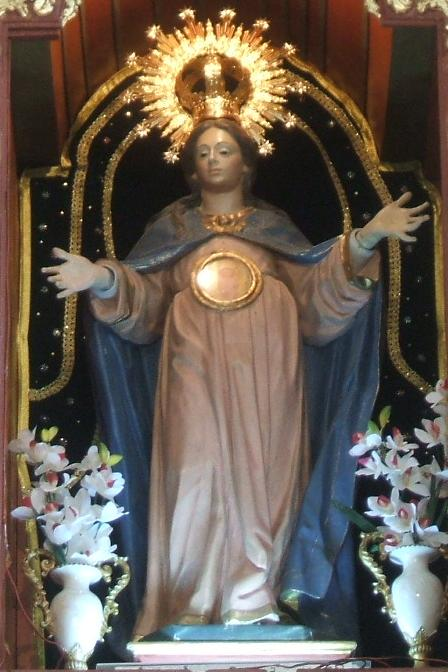
Imagen en el retablo del templo de Nuestra Señora de la O, en Navas del Madroño (Cáceres)

Nuestra Señora de la O es una advocación de la Virgen María que se celebra el 18 de diciembre, en que se conmemora la expectación del parto de María y del nacimiento de Jesús. Una advocación similar es la de Virgen de la Dulce Espera.  

## Origen de la advocación
La celebración de la expectación del parto de Nuestra Señora fue instituida por el X Concilio de Toledo, celebrado en 656; los padres conciliares dejaron expresado en el canon en que establecieron esta fiesta los motivos de su decisión.

Qua de re quoniam die qua invenitur angelns Virgini Verbi conccptum et nuntiasse verbis ct indidisse miraculis eadem festivitas non potest celebrari condigne, quum jnterdum quadragesimae dies vel Paschale festum.videtur incumbere in quibus nihil de saoctorum solemnitatibus, sicut ex antiquitate regulari cautum est convenit celebrari; ·quum etiam eL ipsum incarnationem Verbi non conveniat tunc celebritatibus praedicari, quando constat idipsum Verbum post mortem carnis gloria resurrectio nis attolli ; adeo speciali constitutione sancitur ut ante octavum diem , quo natus est Dominus, Genitricis quoque ejus dies habeatur celeberrimus et praeclarus
Porque el día en que se sabe que el Ángel anunció de palabra á la Virgen la Concepción del Verbo, y la indicó con milagros, no pueda ser celebrado dignamente cayendo como cae en Cuaresma ó en la Pascua, en cuyo tiempo no se celebran los natalicios de los santos […], según se estableció por la: antigüedad de la regla: y no conviniendo que la misma Encamación del Verbo se celebre  en la época en consta que el mismo Hijo de Dios después de la muerte de la carne subió á los cielos por la gracia de la resurrección; se establece por especial constitución que se santifique ocho días antes del en que nació la fiesta más célebre y esclarecida de su Madre
Canon I, del X Concilio de Toledo

En ese mismo canon se había dejado constancia de la necesidad de mantener la unidad con las disintas iglesias por lo que respecta a  los tiempos ltúrgicos; esta misma razón lleva dejar constancia de que esta fiesta que ahora se instituye ya se vive en otras iglesias lejanas, y recalcando la importancia de la nueva fiesta establece que la solemnidad de la Madre del Señor se santifique en todas partes el 18 de diciembre, y la natividad del Hijo y Salvador nuestro el 25 del mismo mes.

## Motivo del nombre
Del texto del concilio se deduce que la fiesta se instituyó con el nombre de Anunciación de Nuestra Señora. El X concilio de Toledo se celebró siendo arzobispo de esa sede San Eugenio, al que sucedió San Ildelfonso, gran devoto de Nuestra Señora, dio orden de que esta fiesta se llamase de la Expectación del Parto. No obstante, pronto fue conocida como Nuestra Señora de la O, porque las vísperas del 18 de diciembre, se comienza el oficio del breviario con las palabras, O Sapientia... veni!, y en los días siguientes con expresiones que comienzan también con la exclamación , ¡Oh!, en latín: O Adonai!, O Enmanuel; esta circunstancia dio lugar que, en la catedral de Toledo, ese día una vez acabadas las vísperas, todos los canónigos que asistían al coro repetían a grandes voces, y sin orden ni concierto, O, O, O, para manifestar el deseo de que viniese el Redentor del mundo.
A este origen del título de la advocación, se ha unido en la mentalidad popular un detalle presente en  algunas imágenes de la Virgen, en las que para expresar que está encinta, y la expectación del parto, muestran un círculo sobre el vientre de Nuestra Señora.
Por otra parte, la celebración de la expectación del parto, ha dado también lugar a otra advocación, Nuestra Señora de la Esperanza, que remite al estado de buena esperanza con el que se conoce también en español el estado de gravidez de una futura madre.